# Francesco Bartolomeo Conti

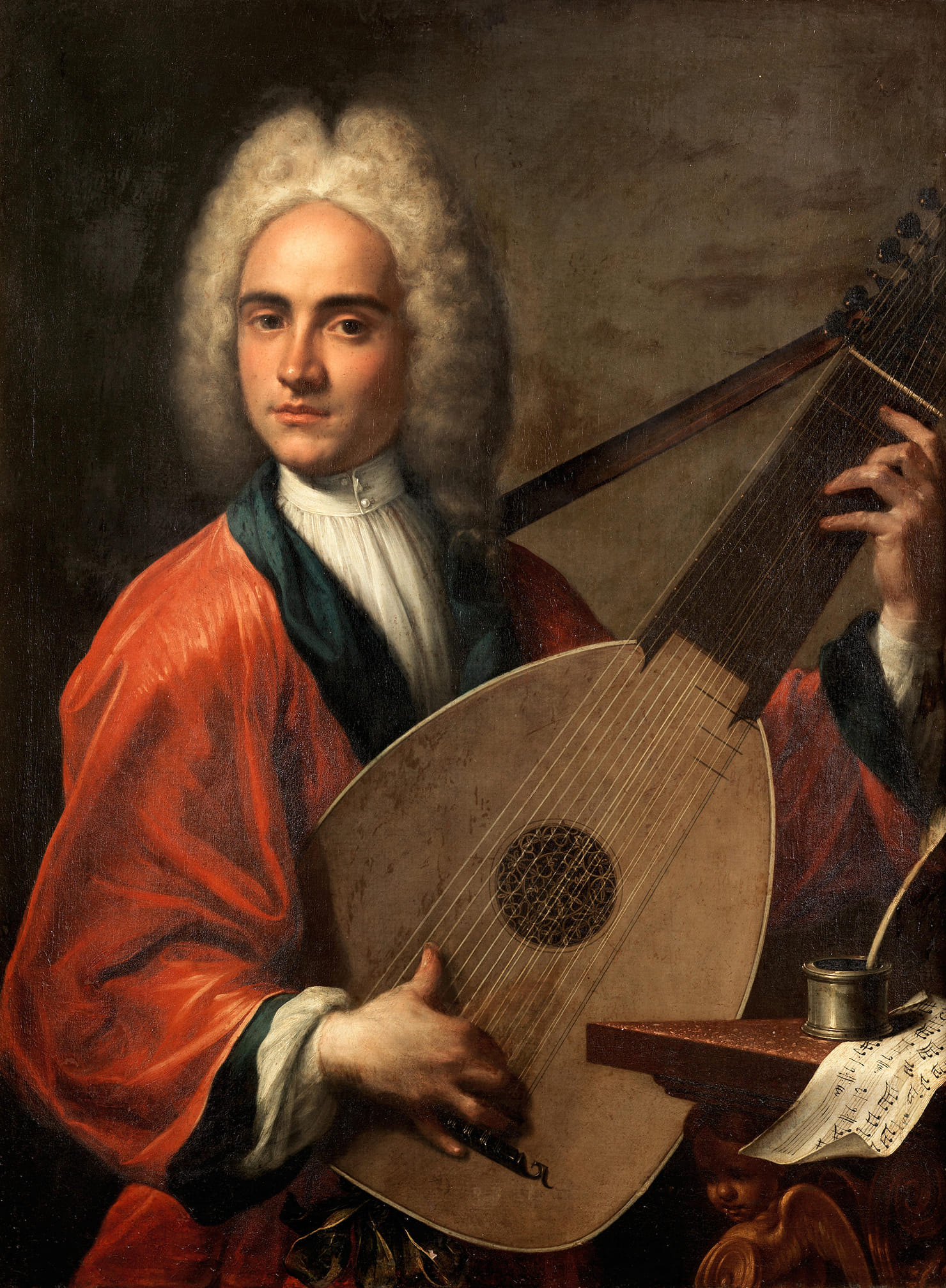
Francesco Bartolomeo Conti

Francesco Bartolomeo Conti (Florence, 20 januari 1681 of 1682 - Wenen, juli 1732) was een Italiaans componist en mandoline- en theorbespeler. Hij schreef het vroegst bekende handboek voor mandoline.

## Levensloop
Conti kreeg rond zijn twintigste bekendheid als theorbespeler, zowel in Florence als in Milaan en Ferrara. Hij werd aangeworven aan het keizerlijk hof in Wenen en was er van 1708 tot 1726 de hoofdtheorbespeler. In 1711 werd hij tot vice-dirigent van het keizerlijk orkest benoemd.
In 1708 werd hij verkozen tot lid van de Accademia Filarmonica in Bologna.
Hij was getrouwd met Theresia Kugler, en toen die vroegtijdig overleed hertrouwde hij in 1711 met de prima donna Maria Landini, de hoogst betaalde zangeres in haar tijd. Ze zong als soprano in de opera's van Conti, van 1714 tot aan haar dood in 1722. Ze werd als prima donna opgevolgd door Anna Maria Lorenzani, die in 1725 de derde echtgenote werd van Conti en in drie van zijn opera's optrad.
Conti bleef ook als theorbespeler actief. In 1723 speelde hij de theorbe bij de première van de opera Costanza e Fortezza door Johann Joseph Fux. Hij was ook een uitstekend mandolinespeler en componeerde de eerste sonates voor dit instrument.
In 1726 en van 1729 tot 1732 verbleef hij in Italië vanwege gezondheidsproblemen. In 1732 keerde hij naar Wenen terug, produceerde er nog twee opera's en overleed er.
Het bekende Il mio bel foco (Quella fiamma), lang toegeschreven aan de Venetiaanse componist en staatsman Benedetto Marcello (1686-1739), is volgens een auteur het werk van Francesco Bartolomeo Conti.
Haendel vond inspiratie bij Conti voor zijn pasticcio Ormisda (1730), die in première ging in Queen's Theatre. Ook Johann Sebastian Bach apprecieerde zijn werk en Conti's cantate Languet anima mea bleef bekend dankzij een handschriftelijke versie van een arrangement ervan door Bach, gedateerd 1716. (BWV deest 1006).

## Composities
Conti componeerde talrijke opera's en 'intermezzi':
- Cleotide (1706),
- Teseo in Creta,
- Il trionfo dell'amicizia e dell'amore (1711),
- Circe fatta saggia (1713),
- Alba Cornelia (1714),
- I Sattiri in Arcadia (1714),
- Ciro (1715),
- Il finto Policare (1716),
- Sesostri, re di Egitto (1717),
- Vespetto e Milo (intermezzo 1717),
- Amore in Tessaglia (1718),
- Astarto (1718),
- Galatea venedicata (1719 herzien in 1724),
- Cloris und Thyrsis (1719),
- Don Chisciotte in Sierra Morena (1719),
- Alessandro in Sidone (1721),
- La via del saggio (1721),
- Archelao, Re di Cappadocia (1722),
- Pallade Triofante (1722),
- Creso (1723),
- Il trionfo della fama (1723),
- Penelope (1724),
- Meleagro (1724),
- Griselda (1725),
- Il contrasto della Belezza e el Tempo (1726),
- Issicratea (1726),
- L'ammalato immaginario (intermezzo, 1727),
- Issipile (1732).

Hij componeerde negen oratoria, waaronder:
- Il David perseguitato da Saul (1723),
- David (1724).

Hij componeerde ook vijftig cantates.

## Ignazio Conti
Zijn zoon, Ignazio Conti (Florence, 1699 - Wenen, 1759), was eveneens musicus en componist. Hij werd ook aan het Weense hof benoemd en verschillende van zijn werken werden er uitgevoerd.